# Nordic Capital
Nordic Capital ist eine schwedische Private-Equity-Gesellschaft. Das Unternehmen verwaltet Private-Equity-Fonds, die in Unternehmen investieren, um diese durch operative Verbesserungen und transformatives Wachstum weiterzuentwickeln. Der Schwerpunkt liegt auf mittleren und großen Unternehmen in den nordischen Ländern und Nordeuropa.
Nordic Capital investiert über eine Vielzahl von Branchen hinweg mit einem besonderen Fokus auf Healthcare. Weitere Kernsektoren sind Technologie & Zahlungssysteme, Finanzdienstleistungen, Industriegüter und -dienstleistungen sowie Konsumgüter.
Seit der Gründung im Jahr 1989 hat Nordic Capital mehr als 110 Investitionen im Wert von 15,5 Milliarden Euro getätigt. Der jüngste Fonds ist „Nordic Capital Fund X“ mit 6,1 Milliarden Euro an zugesagtem Kapital, das hauptsächlich von internationalen institutionellen Investoren wie Pensionsfonds stammt. 2022 übernimmt Nordic Capital eine Mehrheitsbeteiligung am Münchner IoT-Startup Proglove, die einen Handschuh mit integriertem Barcodescanner für die Industrie entwickelt haben.

## Präsenz in der DACH-Region
Die DACH-Region ist einer der wichtigsten Märkte für Nordic Capital. Hier ist die Gesellschaft seit 2008 mit einem Büro in Frankfurt am Main vertreten. Mit derzeit acht Portfoliounternehmen mit Sitz in der DACH-Region ist Nordic Capital hierzulande einer der aktivsten Investoren, vor allem im Gesundheitssektor. Insgesamt hat Nordic Capital in der Region rund 3 Milliarden Euro in 10 Unternehmen investiert.
Derzeitige Beteiligungen in Deutschland:
- GHD GesundHeits GmbH
- Sunrise Medical GmbH
- Alloheim Senioren-Residenzen SE
- Prospitalia GmbH
- Ober Scharrer Gruppe GmbH
- BearingPoint RegTech (BearingPoint Software Solutions GmbH)[4]
- Corpuls (GS Elektromedizinische Geräte G. Stemple GmbH)[5]

Derzeitige Beteiligungen in der Schweiz:
- Acino International AG
- BOARD International S.A.

Darüber hinaus ist Nordic Capital an Unternehmen beteiligt, die ihren Sitz zwar nicht in der DACH-Region haben, dort allerdings über eine starke Präsenz verfügen, darunter European Dental Group B.V. und eResearchTechnology Inc. (ERT).

## Fonds und Vehikel
An den Fonds von Nordic Capital beteiligt sich eine große Anzahl von institutionellen Investoren, darunter öffentliche und private Pensionsfonds, Staatsfonds, Finanzinstitute, Stiftungen und Familienunternehmen.
Im April 2018 hat Nordic Capital-Fonds VII die Übertragung von neun nicht-börsennotierten Portfoliounternehmen auf das weiterführende Investmentvehikel „Nordic Capital CV1“ abgeschlossen.
Investmentfonds
Die Fonds von Nordic Capital werden von Gesellschaften in Schweden, Dänemark, Finnland, Norwegen, Deutschland, Großbritannien und den USA beraten. In diesen Beratungsgesellschaften beschäftigt Nordic Capital über 150 Mitarbeiter.
| Fonds        | Jahr | Größe (in Millionen) |
| ------------ | ---- | -------------------- |
| Fund I       | 1990 | 55 EURO              |
| Fund II      | 1993 | 110 EURO             |
| Fund III     | 1998 | 350 EURO             |
| Fund IV      | 2000 | 760 EURO             |
| Fund V       | 2003 | 1.500 EURO           |
| Fund VI      | 2006 | 1.900 EURO           |
| Fund VII     | 2008 | 4.300 EURO           |
| Fund VIII    | 2013 | 3.500 EURO           |
| Fund IX      | 2018 | 4.300 EURO           |
| Fund X       | 2020 | 6.100 EURO           |
| Evolution    | 2021 | 1.200 EURO           |
| Fund XI      | 2022 | 9.000 EURO           |
| Evolution II | 2024 | 2.000 EURO           |

Weiterführende Investmentvehikel
| Instrument | Jahr | Größe (in Millionen) |
| ---------- | ---- | -------------------- |
| CV1        | 2018 | 2.500 EURO           |

## Beteiligungen
Zu den früheren Beteiligungen gehören unter anderem die folgenden Unternehmen:
- Bambora, Unternehmen für Zahlungsverkehr. Aufgebaut auf einer 2014 erworbenen Plattform; Verkauf an Ingenico im Jahr 2017.
- Capio, international tätiger Klinikkonzern. Erworben im Jahr 2006; 2015 an die Börse gebracht; Veräußerung der letzten Anteile im Jahr 2017.
- Thule, Freizeit- und Outdoor-Ausrüster. 2007 erworben; 2014 an die Börse gebracht; Veräußerung der letzten Anteile im Jahr 2016.
- Permobil, Hersteller von Elektrorollstühlen. Im Jahr 2006 erworben; Verkauf an einen Investor im Jahr 2013.
- Nycomed, Arzneimittelhersteller. Im Portfolio von Nordic Capital zwischen 1999 und 2002; erneuter Erwerb im Jahr 2005; 2006 unterstützte Nordic Capital die Übernahme von Altana Pharma durch Nycomed im Wert von mehr als 4 Milliarden Euro; Verkauf von Nycomed an Takeda im Jahr 2011.
- Mölnlycke Health Care, Hersteller von Medizinprodukten und -lösungen. 1997 erworben; Verkauf an Investor im Jahr 2005.
- Fritidsresor, Reiseveranstalter. 1995 erworben; Verkauf an die Thomson Travel Group im Jahr 1998.
- Anticimex, Schädlingsbekämpfung. Im Portfolio von Nordic Capital zwischen 1992 und 1995; 2001 erneut erworben; Verkauf im Jahr 2006.